# Pangshura
Genre
Synonymes
- Cuchoa Gray, 1870
- Emia Gray, 1870
- Jerdonella Gray, 1870

Pangshura est un genre de tortues de la famille des Geoemydidae.

## Répartition
Les quatre espèces de ce genre se rencontrent au Bangladesh, en Inde, au Népal et au Pakistan.

## Liste des espèces
Selon TFTSG (17 juin 2011) :
- Pangshura smithii (Gray, 1863)
- Pangshura sylhetensis Jerdon, 1870
- Pangshura tecta (Gray, 1830)
- Pangshura tentoria (Gray, 1834)

## Publication originale
- Gray, 1856 "1855" : Catalogue of Shield Reptiles in the Collection of the British Museum. Part I. Testudinata (Tortoises). British Museum, London, p. 1-79 (texte intégral).